# Gran Premio de Canadá de Motociclismo de 1967
El Gran Premio de Japón de Motociclismo de 1967 fue la decimosegunda prueba de la temporada 1967 del Campeonato Mundial de Motociclismo. El Gran Premio se disputó el 30 de septiembre de 1967 en el Mosport Park.

## Resultados 500cc
En la última carrera de la temporada de 500cc, la victoria de Hailwood fue inútil: Giacomo Agostini, que terminó segundo, ganó el título (el segundo consecutivo para el piloto MV Agusta) gracias al mayor número de segundos puestos (3 contra 2) con el mismo número de victorias (5). La carrera se acortó 10 vueltas debido al frío.
| Pos.     | Piloto             | Equipo         | Tiempo       | Pts. |
| -------- | ------------------ | -------------- | ------------ | ---- |
| 1        | Mike Hailwood      | Honda          | 1h 13' 28" 5 | 8    |
| 2        | Giacomo Agostini   | MV Agusta      | +37" 7       | 6    |
| 3        | Mike Duff          | Matchless      | +1' 40" 2    | 4    |
| 4        | Ivor Lloyd         | Matchless      | +1 Vuelta    | 3    |
| 5        | Andreas Georgeades | Velocette      | +1 Vuelta    | 2    |
| 6        | George Rockett     | Norton         | +3 Vueltas   | 1    |
| 7        | David Lloyd        | Triton         |              |      |
| 8        | Manuel Radbord     | Honda          |              |      |
| 9        | Thomas de Mange    | Matchless      |              |      |
| 10       | Jean Lysight       | Triumph        |              |      |
| 11       | Bob MacLean        | Norton         |              |      |
| 12       | Henry Hanje        | Triumph        |              |      |
| 13       | David Shepard      | Norton         |              |      |
| Ret      | Adrian Shelley     | Norton         | Ret          |      |
| Ret      | Bruce Dent         | Norton         | Ret          |      |
| Ret      | Don Haddow         | Honda          | Ret          |      |
| Ret      | Fraser McAninch    | Norton         | Ret          |      |
| Ret      | Joseph Lama        | Matchless      | Ret          |      |
| Ret      | Ken King           | Norton         | Ret          |      |
| Ret      | Kurt Fischer       | Vincent-HRD    | Ret          |      |
| Ret      | Mike Manley        | Honda          | Ret          |      |
| Ret      | Peter Kellond      | Norton         | Ret          |      |
| Ret      | Peter-John Davis   | Norton         | Ret          |      |
| Ret      | Robert Fisher      | Triumph        | Ret          |      |
| Ret      | Roger Beaumont     | Triumph        | Ret          |      |
| Ret      | Yvon Duhamel       | Matchless      | Ret          |      |
| Ret      | Dave Cunningham    | Triumph        | Ret          |      |
| Ret      | Fred Stevens       | Hannah-Paton   | Ret          |      |
| Ret      | Ron Grant          | Honda          | Ret          |      |
| Ret      | Ed LaBelle         | Norton         | Ret          |      |
| Ret      | Fred Simone        | BMW            | Ret          |      |
| Ret      | Kurt Liebmann      | BMW OL Special | Ret          |      |
| Ret      | Nishan Baronian    | BSA            |              |      |
| Sources: |                    |                |              |      |

## Resultados 250cc
En 250cc, la pelea entre Mike Hailwood y Phil Read, ambos aspirantes al título, terminó a favor del de Honda. Read terminó en segundo lugar pero  aún mantuvo casi intactas las posibilidades de ganar la Copa del Mundo en el último GP, programado dos semanas después en Japón.
| Pos. | Piloto           | Moto   | Tiempo     | Pts. |
| ---- | ---------------- | ------ | ---------- | ---- |
| 1    | Mike Hailwood    | Honda  | 52' 31" 0  | 8    |
| 2    | Phil Read        | Yamaha | +1' 00" 0  | 6    |
| 3    | Ralph Bryans     | Honda  | +1 Vuelta  | 4    |
| 4    | Yvon Duhamel     | Yamaha | +2 Vueltas | 3    |
| 5    | Frank Camillieri | Yamaha | +3 Vueltas | 2    |
| 6    | Ron Grant        | Yamaha | +3 Vueltas | 1    |

## Resultados 125cc
En 125, Bill Ivy, el único piloto oficial en carrera y ya campeón del mundo, tuvo una victoria fácil, superando a un grupo de pilotos privados canadienses. El segundo terminó a dos vueltas del británico.
| Pos. | Piloto         | Moto   | Tiempo     | Pts. |
| ---- | -------------- | ------ | ---------- | ---- |
| 1    | Bill Ivy       | Yamaha | 46' 39" 0  | 8    |
| 2    | Tim Coopey     | Yamaha | +2 Vueltas | 6    |
| 3    | Robert Lusk    | Yamaha | +3 Vueltas | 4    |
| 4    | Jean-Guy Duval | Yamaha | +3 Vueltas | 3    |
| 5    | Ralph Swegan   | Yamaha | +3 Vueltas | 2    |
| 6    | Robert Messina | Yamaha | +4 Vueltas | 1    |